# 长刺马勃
长刺马勃（学名：Lycoperdon echinatum），在欧美俗称刺灰包或春灰包，是马勃属的一种真菌。该腐生物种生长在落叶林，林间空地和牧场的土壤里，可在非洲，欧洲，中美洲和北美洲看到。
长刺马勃的子实体由一个小的基部支持着，并覆盖着可达0.6厘米长的密集的刺。成熟时，刺会脱落，并在表面留下网状图案或疤痕。该马勃最初为白色，随着成熟逐渐变深棕色，并且形状由近球形逐渐变扁。在内部从白色坚实变成棕色的孢子粉之前，长刺马勃的幼子实体可食用。实验显示它子实体的提取物能抑制几种对人类有致病性的细菌的生长。

## 分类和种系发生
该物种由克里斯蒂安·亨德里克·佩尔松在1797年第一次给出描述。后来它被伊利阿斯·马格努斯·弗里斯降为网纹马勃的一个变种（L. gemmatum var. echinatum），但对北美该属分布做过大量研究的美国真菌学家查尔斯·霍顿·佩克在1879年重新将它提升为种。根据他们疣（warts）的不同特征，长刺马勃更多刺的外形，还有它刺下面更平滑的包被（peridium），他认为值得将长刺马勃区别为不同与网纹马勃的物种。迈尔斯·约瑟夫·伯克利和克里斯托弗·埃德蒙德·布鲁姆认为霍伊尔从伯克希尔郡雷丁镇采集来的样本为新物种，并把它叫做霍伊尔马勃。他们写道，该样本跟佩尔松的长刺马勃的可靠样本外部完全一样，但他们差点忽视了它淡紫色的孢子。尽管孢子颜色不同，霍伊尔马勃现在被当作长刺马勃的异名。
1972年，文森特·德莫林根据在北卡罗来纳发现的一个样本描述了一个被称为美洲马勃的物种。虽然他认为该样本是一个新物种，其他一些学者认为它跟长刺马勃是同义名。对编码ITS单元的核糖体RNA的基因序列和次级结构进行种系发生分析表明，长刺马勃跟Handkea属形成一进化枝，而与马勃属的模式种网纹马勃分离。在之前仅用rRNA序列的种系发生比较分析中，长刺马勃跟L. mammiforme，L. foetidum，和Bovistella radicata是同一进化枝，而与梨形马勃（L. pyriforme）分离。
该物种常被称为刺灰包或春灰包，它的种名来源于希腊语，意思是刺猬或海胆。

## 描述
长刺马勃的子实体宽2-4厘米，高2-4厘米，成近球形或梨形。它外表面密布着长可达0.6厘米的刺。根据柯蒂斯·盖茨·劳埃德，美国的样本比欧洲的刺要修长一些。最初为白色，随着成熟逐渐变暗棕色，刺常常三四个一组在顶端相连。这时马勃很像大果栎（Quercus macrocarpa）的橡子的盖，而且两者很容易搞混。随着年龄增长，刺逐渐脱落，露出网状的表面。子实体有一个小的基部，颜色灰白到紫灰，并可能通过白色的细索（根状菌索）附着在生长面上。马勃的内部含有产孢组织，即孢子和产生孢子的细胞的混合体。年轻样本的产孢组织白且坚实，随着年龄增加，它逐渐变黄，然后便成棕色到紫棕色，并且呈粉状。成熟的样本在子实体顶部发育出一个孔用来释放孢子。
长刺马勃的孢子大体呈球形，表面上有疣，直径4-7微米。孢丝（capillitium，产孢组织中粗糙的厚壁菌丝）有弹性，棕色，含有小孔，厚5-8微米。担子体（basidium）带2-4个孢子，孢子梗（sterigmata）可长达5微米。
和多数马勃一样，当长刺马勃较年轻，产孢组织还是白色坚实时可以食用。食用含有非白色或已成粉状的产孢组织的老的菌株可能会造成胃部不适。该物种味道平淡，没有明显气味，安东尼·卡卢西奥建议将该马勃与其他蘑菇清炒（sauté）。建议将打算食用的马勃纵向切开，并确认菌肉没有内部结构，防止跟致命的鹅膏菌种搞混。

## 类似物种

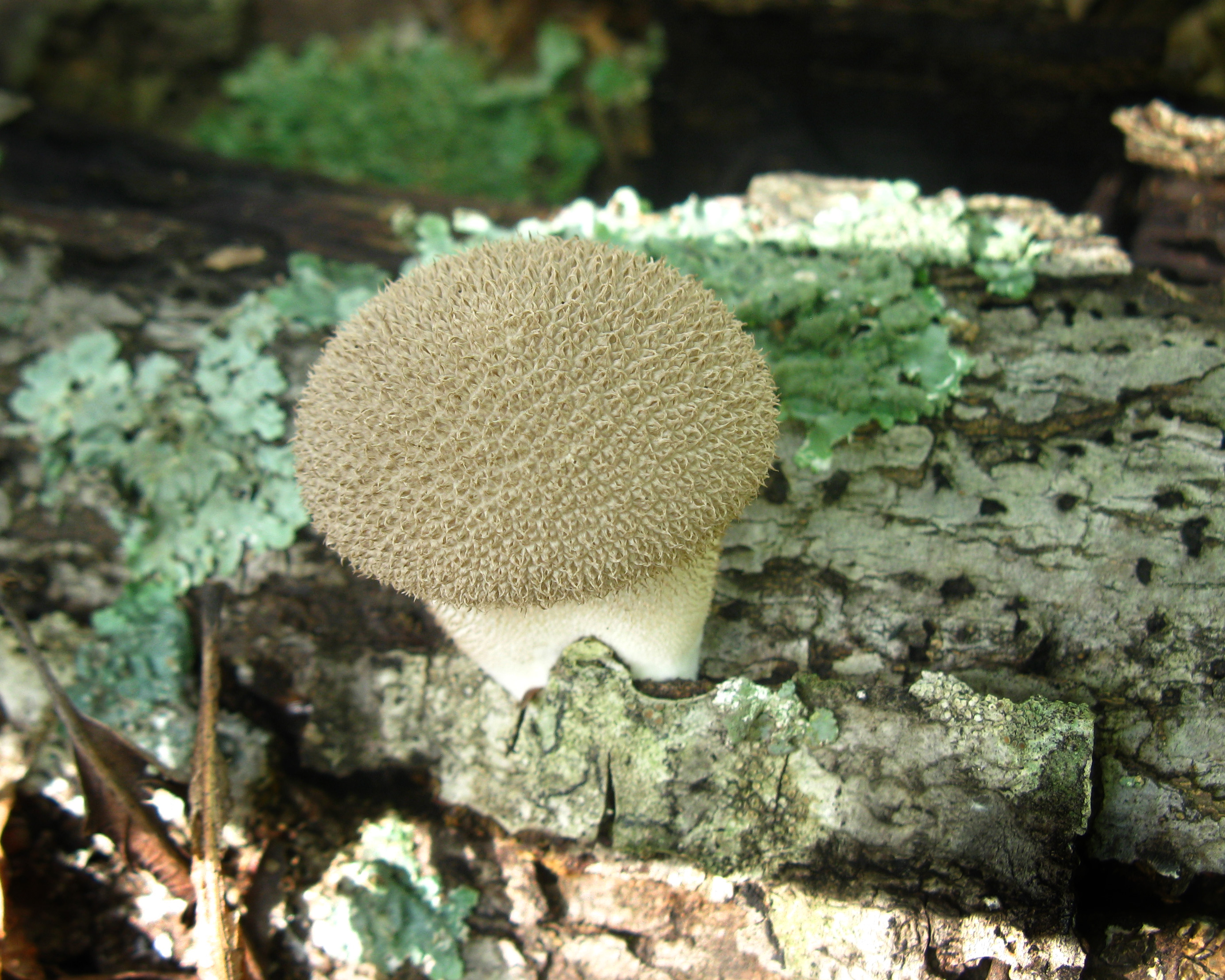
Lycoperdon pulcherrimum刺更粗壮

Lycoperdon pulcherrimum跟长刺马勃很相似，但它的刺更粗壮，且不随年龄增加而变棕，刺下的表面平滑，而不像长刺马勃那样有麻点。亚历山大·史密斯指出，年轻的时候要区分它们很难，如果可能的话，但这对采集它们食用的人来说没有造成任何麻烦，因为它们都可食用。年轻的L. pedicellatum也不容易与长刺马勃区分，但前者成熟时外表面平滑，并且孢子连在一个4-5倍孢子长度的梗（pedicel，担子体的一个狭窄延伸，上面可形成孢子梗和孢子）上。Lycoperdon compactum只在新西兰能看到，外表也与长刺马勃相似，但它的孢子较小，孢丝透明且有隔膜（septate）。

## 栖息地，分布和生态
长刺马勃可单生或群生，通常长在落叶林，多草地区，林间空地和牧场的地面上，还有苔藓，腐殖质和木质残片上面。该真菌对山毛榉林有偏好。子实体可在晚春和秋天的任何时候出现。老的样本因为融入到周围落叶和死木的棕色环境中而更容易被忽视。
该物种在非洲中东部，中国，哥斯达黎加，伊朗，日本和欧洲都有采集到。在北美，在落基山东部局部常见。
在芬兰的奥兰群岛它被认为是受威胁物种。对瑞典该种分布的一项研究指出，在20世纪40年代到50年代，它和阔叶草和药草生长在山毛榉林中pH值在5.0到6.6之间的表层土壤里，但由于几十年的酸化，它的数量在一直减少。在砷污染地点采集的子实体被发现生物富集砷，多数以砷甜菜碱（arsenobetaine）的形式。

## 抗微生物活性
2005年的一项研究确定长刺马勃子实体的甲醇提取物对多种人类致病细菌有抗菌活性，这些细菌包括，枯草杆菌，大肠杆菌，鼠伤寒沙门菌，金黄色葡萄球菌，化脓链球菌，和耻垢分枝杆菌。虽然还没有具体确定产生抗菌活性的化合物，化学分析已确定类萜的存在性。类萜是一类广泛出现的化学物质，对它用于抗菌药物的潜在用途已有一些研究。